# Stefan Kramer (Informatiker)
Stefan Theodor Kramer (* 1970 in Wien) ist ein österreichischer Informatiker und Hochschullehrer. Er ist derzeit (Stand 2023) Hochschullehrer für Data Mining und Machine Learning an der Johannes-Gutenberg-Universität Mainz.
Kramer gilt mit über 200 wissenschaftlichen Publikationen und als Organisator von Konferenzen als Experte zum Thema Machine Learning im deutschsprachigen Raum.

## Leben
Kramer absolvierte ein Informatikstudium an der Technischen Universität Wien und schloss dieses im Jahr 1999 mit einer Promotion ab. Vor seiner Promotion arbeitete er unter anderem als wissenschaftlicher Mitarbeiter bei Siemens und am Forschungsinstitut für Artificial Intelligence (ÖFAI) unter der Leitung von Gerhard Widmer in Wien. Anschließend wurde Kramer zum Extraordinarius auf Zeit am Lehrstuhl für Bioinformatik an der TU München berufen. Zuvor hatte er als wissenschaftlicher Assistent an der Albert-Ludwigs-Universität Freiburg gearbeitet. Von 2003 bis 2011 war er als Assistenzprofessor am Lehrstuhl für Informatik der Technischen Universität München tätig. Im Jahr 2011 erfolgte seine Ernennung zum Professor an der Johannes Gutenberg-Universität Mainz. 2017 erhielt er zudem die Ehrenprofessur an der University of Waikato in Neuseeland.

## Publikationen (Auswahl)
- mit Nada Lavrač und Peter Flach: Propositionalization approaches to relational data mining, Springer, Berlin 2002, ISBN 978-3-662-04599-2
- mit Luc De Raedt u. a.: Data mining and machine learning techniques for the identification of mutagenicity inducing substructures and structure activity relationships of noncongeneric compounds, American Chemical Society, Washington D.C. 2004, doi:10.1021/ci034254q.
- mit Dmitrij Frishman u. a.: Pitfalls of supervised feature selection, Oxford Univ. Press, London 2010, Weblink zur Publikation